# پرنده‌ی من
پرنده‌ی من نخستین رمان فریبا وفی است و در سال ۱۳۸۱ منتشر شد. این کتاب برندهٔ جایزهٔ بهترین رمان سال ۱۳۸۱، جایزهٔ سومین دورهٔ جایزه هوشنگ گلشیری و جایزهٔ دومین دورهٔ جایزه ادبی یلدا شد و از سوی بنیاد جایزه ادبی مهرگان و جایزه ادبی اصفهان تقدیر شد. ترجمه آلمانی این کتاب با عنوان Kellervogel (پرنده زیر زمین) در آلمان منتشر شده‌است.

## جایزه‌ها
- ۱۳۸۱ - جایزه بهترین رمان سال ۱۳۸۱.
- ۱۳۸۲ - جایزه سومین دوره جایزه هوشنگ گلشیری.[۳]
- ۱۳۸۲ - جایزه دومین دوره جایزه ادبی یلدا شده‌است.
- ۱۳۸۲ - از سوی بنیاد جایزه ادبی مهرگان و جایزه ادبی اصفهان مورد تقدیر واقع گشته‌است.[۱]

## نمونه نثر
امیر از سکوت‌های من کلافه می‌شد. سکوت من او را می‌ترساند. کم‌کم عادت به پر حرفی پیدا کردم. حتی در مواقعی که لازم نبود. سال‌ها بعد یادگرفتم که حرف می‌تواند حتی مخفیگاهی بهتر از سکوت باشد.
کنار امیر دراز می‌کشم. حالا نه برایش زنم، نه مادر، نه خواهر. هیچ ربطی به هم نداریم. نور سرد و سفید تلویزیون مثل نورافکنی از خط دشمن به رویمان افتاده و دنبال شناسایی ماست که مثل دو غریبه روی قالی افتاده‌ایم.

به امیر می‌چسبم و شانه‌هایش را محکم می‌گیرم. برمی‌گردد و توی خواب بغلم می‌کند. حالا نه او شوهر است و نه من همسر. نه او مرد است و نه من زن. دو آدمیم تنگِ هم و پناه گرفته در هم.

## ترجمه
این اثر توسط نورمان شاهمردان به زبان آذری ترجمه و به همت انتشارات پارلاق امضالار در گرجستان منتشر شده‌است.